# Erateina inconspicua
Erateina inconspicua là một loài bướm đêm trong họ Geometridae.